# Згожелецький повіт
Згожеле́цький пові́т (пол. powiat zgorzelecki) — один з 26 земських повітів Нижньосілезького воєводства Польщі.
Утворений 1 січня 1999 року в результаті адміністративної реформи.

## Загальні дані
Повіт знаходиться у західній частині воєводства.
Адміністративний центр — місто Згожелець. Станом на 1.01.2008 населення становить 93 732 осіб, площа 838,64 км².

## Демографія
Демографічні дані повіту станом на 30.06.2005:
|       | Всього | Всього | Жінки  | Жінки | Чоловіки | Чоловіки |
| ----- | ------ | ------ | ------ | ----- | -------- | -------- |
|       | осіб   | %      | осіб   | %     | осіб     | %        |
| Повіт | 94 981 | 100    | 48 784 | 51,4  | 46 197   | 48,6     |
| Міста | 65 736 | 100    | 34 186 | 52    | 31 550   | 48       |
| Села  | 29 245 | 100    | 14 598 | 49,9  | 14 647   | 50,1     |